# Solaris Trollino 18
Solaris Trollino 18 (іноді скорочено Solaris T18) — 18-метрова низькопідлогова модель тролейбуса, що випускається фірмою Solaris Bus&Coach з 2001 року. Перше покоління Trollino (випуск 2001—2002) мало назву Mk1; друге покоління (2002—2005) мало назву Mk2. Третє покоління, що випускається з 2005 року найбільш сучасне і вдале, має назву Mk3, або Solaris Trollino 18 AC (уживаніша назва). Модель Trollino 18 основана на низькопідлоговому автобусі Solaris Urbino 18, проте у конструкції має чимало дрібних і великих відмінностей. Цей тролейбус, як і Urbino-18 широко розповсюджений у країнах Європи, таких як Австрія, Італія, Швейцарія, Німеччина, Чехія, Латвія, Естонія.
У модельному ряді Trollino 18 є найбільшим з тролейбусів Trollino. Ряд оснований на автобусах Urbino. Окрім зчленованого Trollino 18 є 15-метровий стандартний видовжений тролейбус Solaris Trollino 15 і 12-метровий Solaris Trollino 12, які основані на автобусних відповідниках. Neoplan розробив дуобус Neoplan Electroliner, що у цілому подібний за формами кузова і дизайном на Trollino 18, проте має рівнопотужні дизельний двигун MAN і електромотор Škoda 33ML3550 K/4.

## Описання моделі

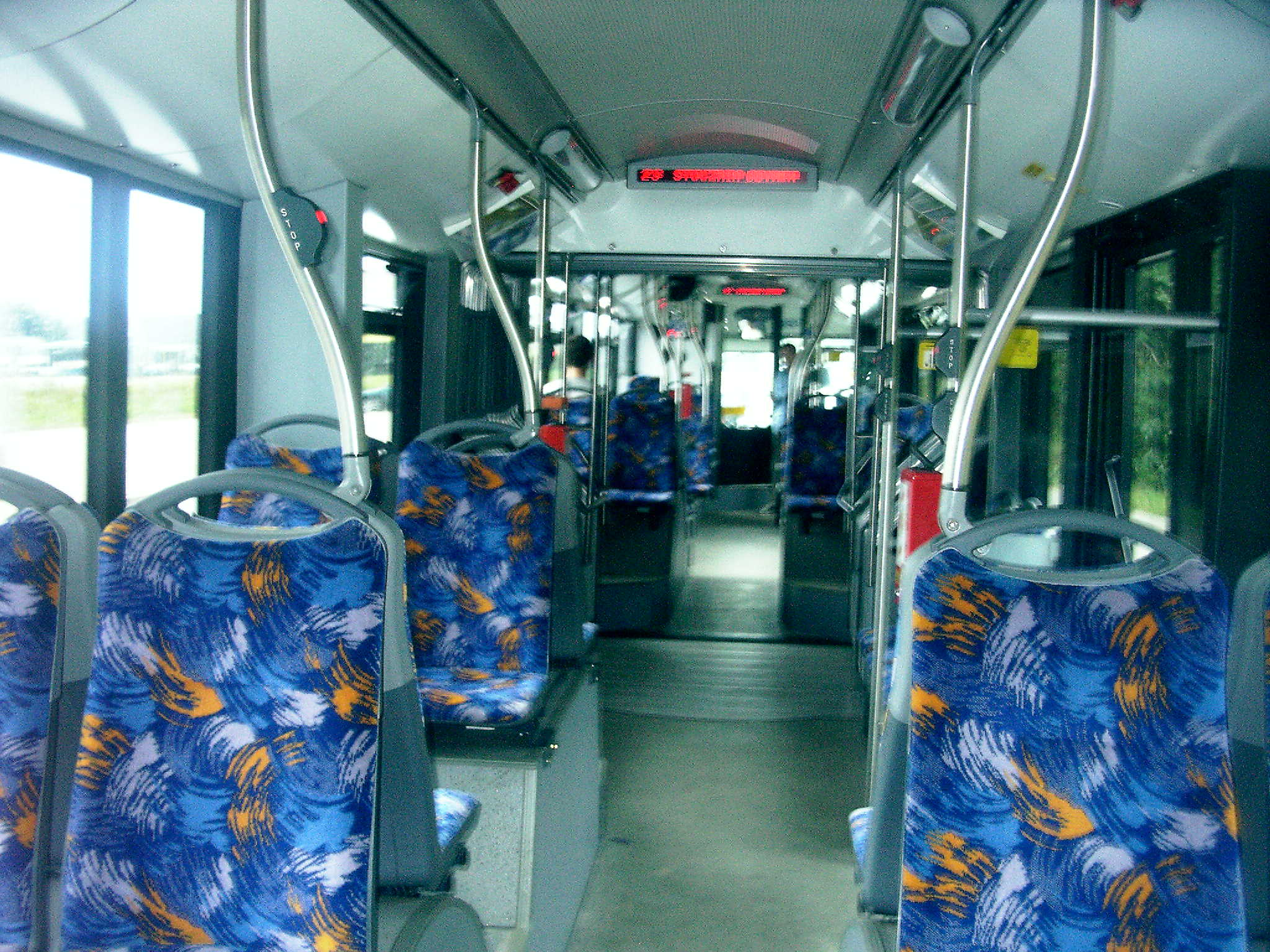
Салон

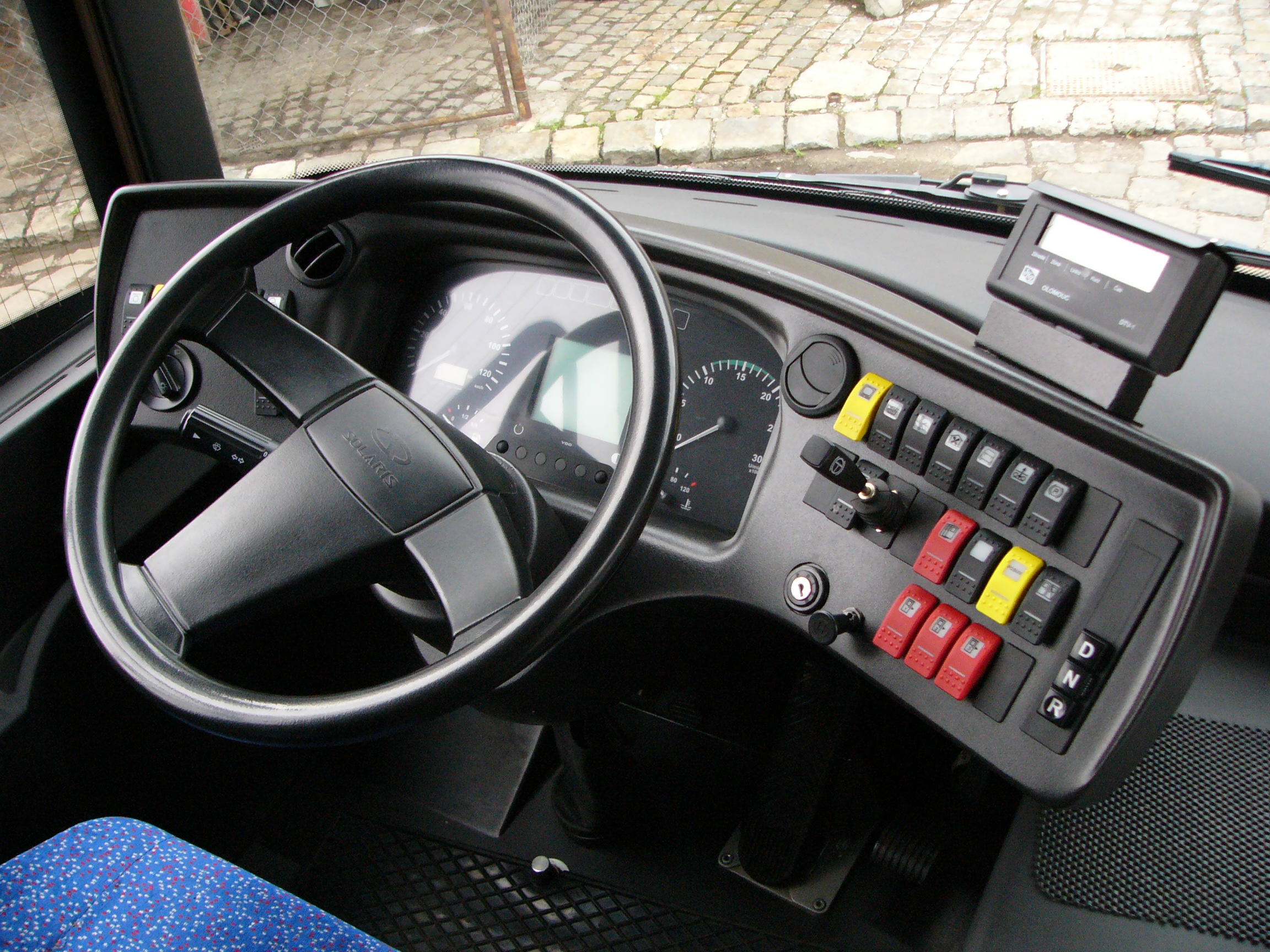
Приборна панель

Solaris Trollino 18 призначений перевозити великі маси пасажирів у великих містах. Довжина його кузова складає рівно 18 метрів (у тому числі продольність салону понад 17), тому праця такого екологічно-чистого транспорту, як Trollino 18 є великою перевагою. Від свого автобусного аналога, Urbino 18, за габаритами він не відрізняється — висота 2,86 (3.06 з вентиляторною установкою) і ширина 2.55 метра. Кузов тролейбуса Trollino 18 двохзвенного типу, двовагонного компонування. Каркас тролейбуса зроблено з неіржавкої сталі; первинна обшивка — суцільнотягнений лист неіржавкої сталі, вторинне покриття — розрізані алюмінієві листи з високоякісним антикорозійним покриттям, що значно підвищує ресурс кузова та робить обшивку лискучою і гладкою. Дизайн кузова дуже новітній, так, у ньому зовсім немає гострих частин, а усі кути кузова заокруглені обшивкою. Передок тролейбуса злегка вигнутий. лобові стекла цього тролейбуса робляться здебільшого суцільними, рідше розділеними; вітрове вікно заокруглене по краях і частково затоноване зверху. Склоочисники тролейбуса зручно розташовуються один під одним, відтираючи від опадів набагато більшу площу скла, аніж склоочисники, рухомі тяговими важелями. Комплект світлотехніки на передку усіх поколінь Solaris Trollino однаковий — 10 фар; з кожного боку по 5, 2 протитуманні малого розміру і по 3 освітні великого розміру з кожного боку. Бампер тролейбуса заварений у каркас і тому нечіткоокреслений, на ньому може міститися номер тролейбуса (якщо йому не було надано робочий номер у депо, який малюється з боків). Зверху розташоване цифрове табло, це маршрутовказівник, усі вказівники маршруту у цих тролейбусів у вигляді електронних табло різних кольорів, що програмується за допомогою пристрою у кабіні водія; це табло також має зазначені функції, як наприклад те, що цей тролейбус «вийшов на обід». Електронні табло також розташовуються по боках і на задній панелі Відомий символ Solaris Bus&Coach, весела зелена такса малюється з лівого боку на передку або посередині; тут вона здебільшого означає: низькопідлоговий, а через її довжину тіла вона може означати що ця модель «з гармошкою» (Trollino зчленований тому ця такса доречна у обох випадках). Бокові дзеркала зовнішнього вигляду великого розміру, сферичні у формі «вуха зайця». Дах тролейбуса став сантиметрів на 20 вище, ніж у Solaris Urbino 18, через встановлення додаткових заходів безпеки щодо комплекту тягового електроустаткування, а також приварювання вентиляційної установки. Боковини тролейбуса зроблені з роздільних алюмінієвих панелей, заокруглення кутів кузова зустрічається і тут. Тролейбус оснащений великою кількістю яскравих габаритних вогнів, тому чудово видимий у темну пору доби. У тролейбуса три осі, колісні арки теж округлі, колеса дискові на передній осі і радіанні на задній і (іноді) на середній. Тяговий міст тролейбуса — середній (середня вісь), що забезпечує високу маневровість зчленованого тролейбуса. Усі мости тролейбуса від ZF, передня підвіска незалежна пневматична, задня залежна пневмоважільна. Задня панель кузова не має серйозних відмінностей від Urbino-18, бампер заварений у каркас, котушки на яких кріпляться троси штанг заховані у пластиковий «чохол» для надійності; загальна безпека транспорту Solaris не обійшла і Trollino 18: комплект тягового електроустаткування винесено повністю на дах і герметично закрито, система керування тролейбусом IGBT-транзисторна CEGELEC або від Škoda; часто на заднє скло ліпляться обмеження швидкості руху (часто за 80 км/год оскільки тролейбус може розвинути і більшу від цієї швидкість), кріпляться габаритні вогні і позначка «довгомірний транспортний засіб». На тролейбус можна замовити систему механічного штанговловлювання (тобто запуск і опуск штанг). Тролейбус Trollino-18, як і Urbino-18 є повністю низькопідлоговим і стандартна висота рівня сходинки 32—34 сантиметрів (32 — тягач; 34 причеп), проте може бути ще нижчою, оскільки на тролейбусі стоїть система кнілінгу, за допомогою якої можна підвищити рівень підлоги на 6 сантиметрів і занизити на 7, отже тролейбус може бути і ультранизькопідлоговим, що значно підвищує комфорт перевезення будь-яких груп людей, зокрема, людей похилого віку, малих дітей та інвалідів. До салону ведуть 3 або 4 двостулкові двері поворотно-зсувного типу; одна стулка може забиратися у задніх дверей або і узагалі зніматися весь дверних привод. Двері мають функцію протизащемлення і аварійного відключення зсередини і ззовні. Настил підлоги салону з суцільнотягненого лінолеумного листа з блискітками. По салону зручно встановлені тонкі сталеві поручні у вигляді труби, горизонтальні розміщуються упродовж усього салону зліва і справа, вертикальні майже біля кожного ряду та на збірному майданчику. Сидіння тролейбуса м'які, роздільного типу з антивандальним покриттям та пластиковими тримачами, кількість пасажирських місць у Trollino 18 стала більшою аніж у Urbino-18, мінімально у салоні встановлюється 41 а максимально 50 сидячих місць. У тягачі є збірний майданчик, який спеціально обладнано місцем для перевезення інвалідів у візках, до того ж є і висувний пандус у салоні, який складається і розкладається механічного і здатен витримати дорослу людину у візку. Місце інвалідного візка обладнане кнопкою виклику до кабіни водія і ременем кріплення. Гармошка, яка суміщає дві секції салону повністю металічна, зі сталі та повторю форми кузова. Гармошка зшита по двом частинам і повністю обтягнула вузол зчленування, за допомогою чого сталеві троси під час руху невидні і заходів для безпеки, таких як поручні на вузлі не потрібно. Вузол зчленування дає змогу переходити з секції у секцію і стояти на ньому. Сидячих місць значно більше у другій секції, ззаду розташовується і електродвигун. Система компостування представлена електронними апаратами. Бокові стекла тролейбуса великого розміру і за тоновані чорним кольором, тому дуже комфортні для будь-яких пасажирів, навіть високого зросту. Підсвітка у салоні виконується через великі плафонові світильники що розташовані на даху салону; високий дах салону є безумовною перевагою Trollino 18. Кондиціонування у салоні виконується за допомогою двох (і одного встановленого додаткового) обдув них вентиляторів; також є повітряні люки. Окрім вентиляції, кондиціонер може працювати під час руху, виконуючи штучний обдув (додаткова функція). Повністю тролейбус уміщує у собі до 170 чоловік при повному завантаження. Кабіні водія тролейбуса відокремлена від салону перегородкою. Дизайн кабіни не сильно змінився від Urbino-18. Підсвітка у кабіні виконується одним плафоновим світильником і підсвіткою кожного з показникових приладів, вентиляція у кабіні йде через один двошвидкісний вентилятор. Керування рухом виконується двома гідромеханічними педалями — акселератором і гальмом. Кермове колесо встановлене з гідропідсилювачем ZF-8098 Servocom. Приладова панель побудована у вигляді напівкруглого торпедо, що дає швидкий доступ до усіх кнопок та приладів. Кнопки на панелі великого розміру з індивідуальною підсвіткою, важелі з різними функціями об'єднано у один мультиджойстик, що розташовується зліва на кермовій колонці. З кабіни водій може автоматично опускати тролеї і ставити у нейтральне положення. Тролейбус має чимало рухових переваг, він розвиває швидкість понад 90 км/год при повному завантаженні салону і має акумуляторні батареї для забезпечення автономного ходу.

## Переваги моделі Solaris Trollino 18

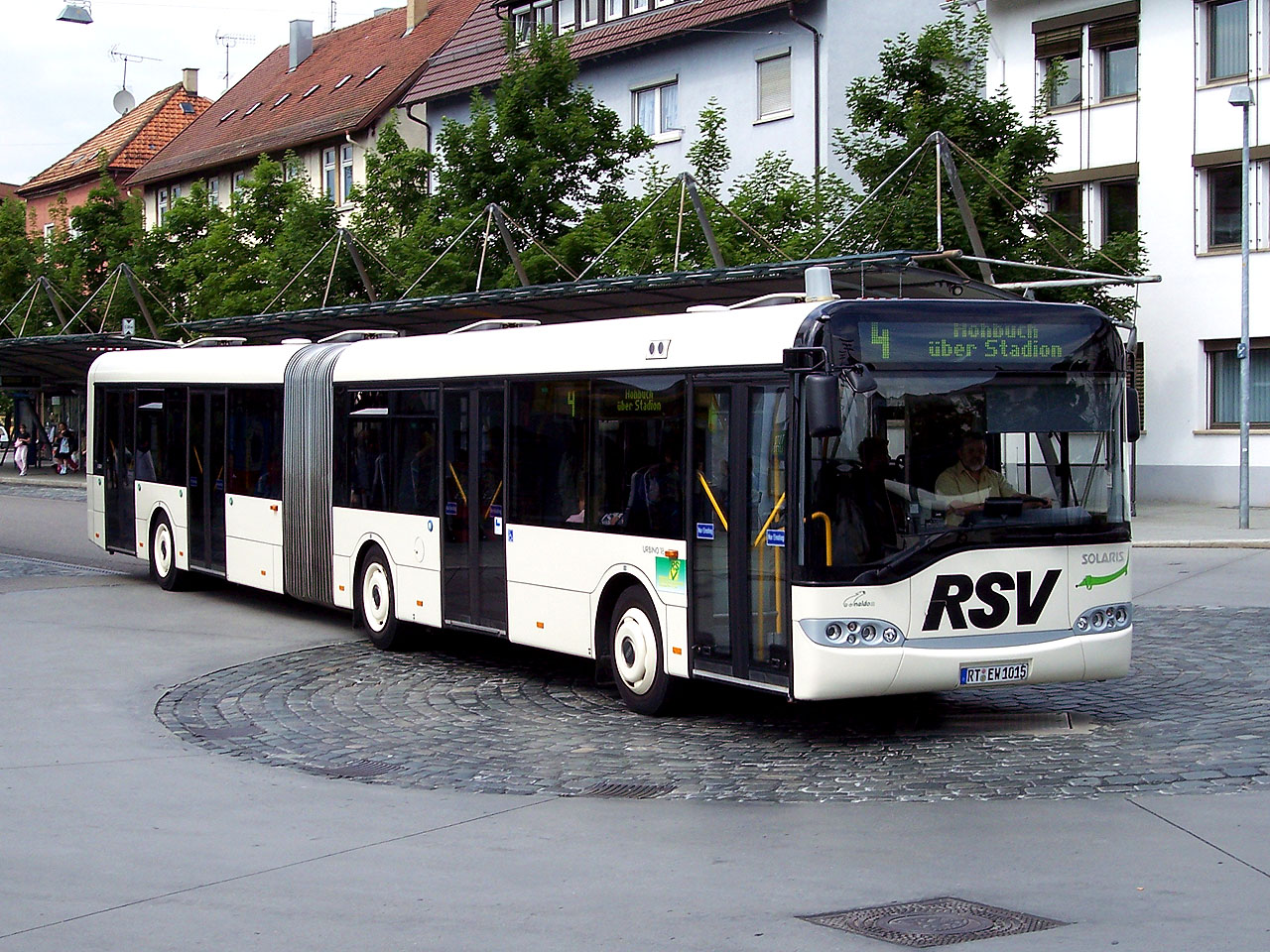
Solaris Urbino 18, автобусний аналог Trollino 18

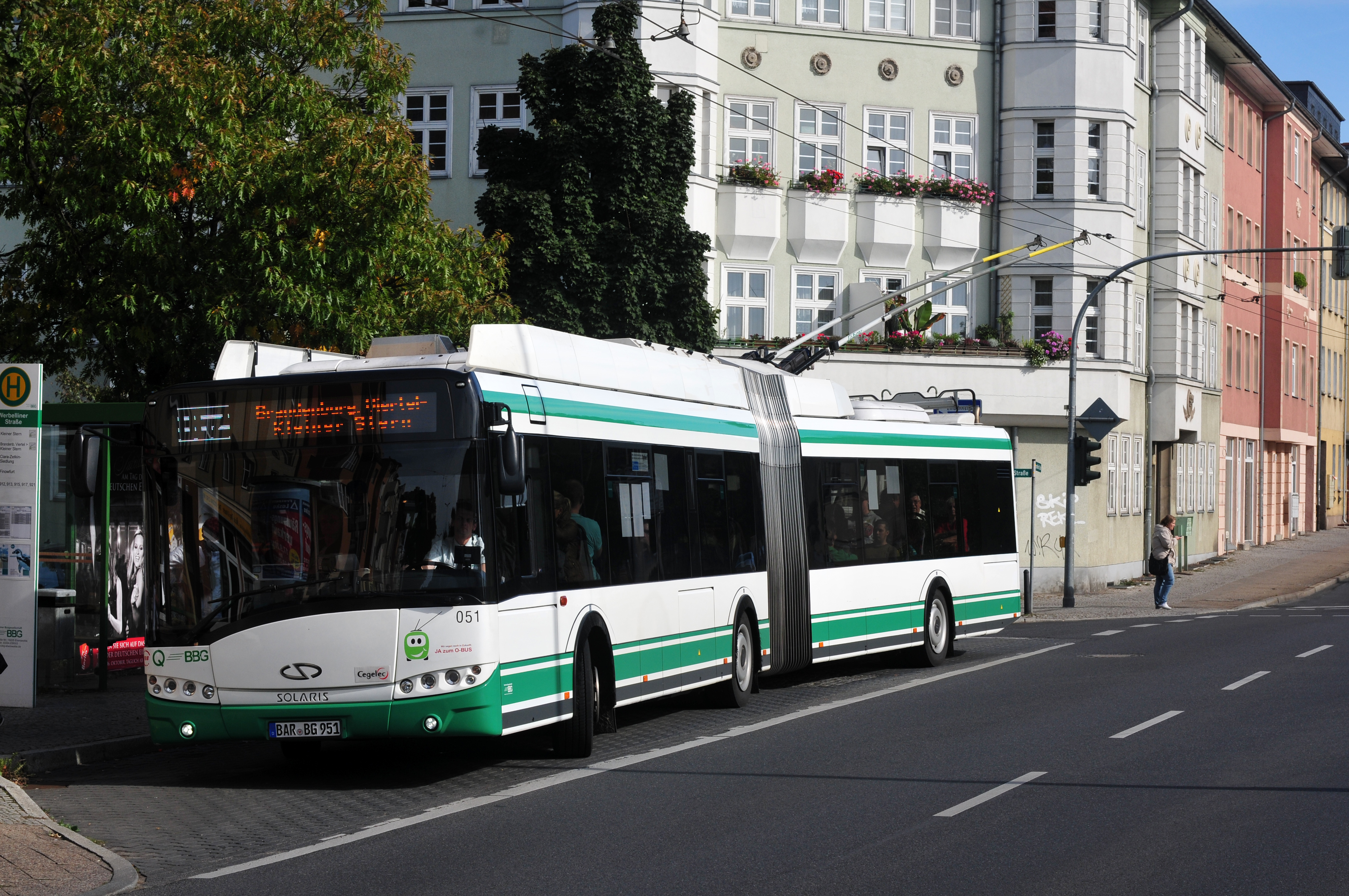
Solaris Trollino в Еберсвальде

Trollino 18 є екологічно-чистим транспортом, що може перевозити великі маси людей, при цьому не забруднюючи довкілля. Перевагою моделі Trollino 18 є низька підлога по усьому салону, яка є дуже зручною для маломобільних громадян міст, окрім цього Trollino 18 має сучасний дизайн і зовнішній вигляд; повністю металічний кузов, що значно підвищує антикорозійну стійкість і загально ресурс кузова. Тролейбус недаремно вважається особливо безпечним: комплект тягового електроустаткування повністю загерметизовано і винесено цілковито на дах, при цього система його штанговловлювання може бути автоматичною і керуватися дистанційно; котушки для керування тролеями закриті у пластиковий чохол. Великою перевагою моделі є велика пасажиромісткість, оскільки тролейбус зчленований металічною «гармошкою». Салон тролейбуса має усі зручності, що притаманні моделям автобусів і тролейбусів виробництва Solaris Bus&Coach: низькопідлоговий, з високою стелею.
Планування сидячих місць у Trollino 18 є дуже вдалим, що зменшує тисняву біля них, наприклад у передній частині кузова. За допомогою незалежної передньої та пневмоважільної задньої підвіски, нівелюються усі дефекти дорожнього покриття; забезпечується плавний розгін та гальмування тролейбуса. Перевагою моделі є велика кількість поручнів та тонові вікна, навіть під час повного завантаження відсутня «спека у салоні» через кондиційну установку, зсувні кватирки та потужні електрокалориферні опалювачі. Керування тролейбусом теж значно полегшене; приладова панель у вигляді напівкруга дає легкий доступ до усіх клавіш, є система контролю за станом тролейбуса, іншою перевагою дизайну є електронні маршрутовказівники зі спеціальними функціями показу маршрутів, зупинок тощо. Тролейбус має 1 або 2 асинхронні двигуни Skoda, Pragoimex або Traktionssysteme Austria, які працюють дуже тихо (особливо австрійський), а шум двигуна і повністю нівелюється хорошою шумоізоляцією салону. Trollino 18 є вельми швидкісним тролейбусом, на горизонтальній частині траси він може розвинути швидкість понад 90 км/год. Також тролейбус може рухатися і автономно за допомогою акумуляторних батарей.

## Технічні характеристики
| Solaris Trollino 18                             | Solaris Trollino 18                                                                                          |
| ----------------------------------------------- | --- |
| Загальні дані                                   | |
| Модель                                          | Solaris Trollino 18                                                                                          |
| Клас                                            | зчленований міський тролейбус                                                                                |
| Виробник                                        | Solaris Bus&Coach                                                                                            |
| Випускається з                                  | 2001 (проект); 2002 (виробництво)                                                                            |
| Кузов                                           | |
| Кузов (загальне описання)                       | дволанкового типу, двовагонного компонування, заокруглені кути нахилу                                        |
| Каркас кузова                                   | неіржавка сталь                                                                                              |
| Первинне покриття кузова                        | неіржавка сталь                                                                                              |
| Вторинне покриття кузова                        | алюмінієві листи                                                                                             |
| Габаритні розміри                               | |
| Довжина, мм                                     | 18000 |
| Ширина, мм                                      | 2550 |
| Висота, мм                                      | 2850 (по даху) 3050 (з кондиційною установкою)                                                               |
| Передній звис, мм                               | 2700 |
| Задній звис, мм                                 | 3400 |
| Поворотний діаметр, не менше                    | 23 метри |
| Колісна база, мм                                | 5100 (причеп) 6370 (тягач)                                                                                   |
| Дорожній просвіт, мм                            | 140 |
| Елементи ззовні                                 | |
| Світлотехніка (передок)                         | 10 освітніх фар (2 протитуманні)                                                                             |
| Бампер                                          | заварний, нечіткоокреслений                                                                                  |
| Маршрутовказівники                              | електронні табло жовтого, зеленого і червоного з різними функціями (детальніше у описанні моделі)            |
| Розташування мотовідсіку двигуна                | ззаду за задньою панеллю, частина у салоні лівий задній звис (2 двигун)                                      |
| Колеса                                          | 295/80R×22.5 (радіанні)                                                                                      |
| Осі, штук                                       | 3 (6×2) |
| Шасі                                            | |
| Передня вісь                                    | ZF RL 75 EC (стандартна) ZF RL 85 A (альтернативна)                                                          |
| Тягова вісь, модель                             | ZF AV 132 |
| Центральна вісь, модель                         | ZF AVN 132                                                                                                   |
| Змазка шасі                                     | густе масло (стандартне) Vogel KFBS1 (альтернативне)                                                         |
| Гальмівні системи                               | ABS; ASR; EBS (електронна система); зупинна (ручне); трансмісійно-інтегрований уповільнювач (альтернативний) |
| Передня підвіска                                | незалежна |
| Задня підвіска                                  | залежна пневмоважільна                                                                                       |
| Салон                                           | |
| Кількість дверей і тип                          | 3—4 двостулкові (задні можливі одностулкові) поворотно-зсувного типу                                         |
| Аварійне відкриття дверей                       | кнопки біля дверей ззовні і над приводом усередині                                                           |
| Висота підлоги салону над дорогою, см           | 32 (передній) 34 (задній) (без кнілінгу)                                                                     |
| Кнілінг на,                                     | 7 см униз ; 6 см уверх                                                                                       |
| Пандус для в'їзду інвалідних візків             | відкидна рампа у тягачі, відсувається і зсувається механічно (площа 1000×905)                                |
| Розташування пандуса                            | 2 (дальні) двері тягача                                                                                      |
| Поручні                                         | з тонкої сталевої труби, з антикорозійною обробкою                                                           |
| Сидіння                                         | м'які, роздільні, ківшевого стилю з пластиковими тримачами для стоячих                                       |
| Кількість сидінь                                | 41—50 (залежно від замовлення та встановлення іншого обладнання)                                             |
| Висота салону, см                               | 240 сантиметрів                                                                                              |
| Система компостування квитків                   | електронні апарати на поручнях                                                                               |
| Підсвітка у салоні                              | плафонові світильники на даху                                                                                |
| Вентиляція у салоні                             | через зсувні кватирки; кондиційну установку; 2+1 вентилятори                                                 |
| Бокові вікна                                    | затоновані темнокоричневим кольором                                                                          |
| Опалення у салоні                               | 6 калорифери на 1 швидкість кожен                                                                            |
| Додаткова система підігріву                     | Webasto |
| Пасажиромісткість салону, чол                   | 160…170 |
| Місце водія                                     | |
| Кабіна водія                                    | відокремлена перегородкою від салону                                                                         |
| Підсвітка у кабіні                              | кожен з показникових приладів і один плафоновий світильник                                                   |
| Вентиляція у кабіні                             | через вентилятор і зсувну кватирку                                                                           |
| Крісло водія                                    | м'яке з підресорами; регулюється в глибину і в висоту                                                        |
| Приладова панель                                | у формі напівкруга з твердого пластику                                                                       |
| Кермова система                                 | ZF 8098 Servocom                                                                                             |
| Педалі                                          | 2 керівні педалі Wabco, гідромеханічні                                                                       |
| Двигун і динамічні характеристики               | |
| Тип двигуна                                     | асинхронний тяговий електродвигун                                                                            |
| Марка двигуна (для конкретно цієї модифікації)  | 4-полярний Škoda 33ML3550 K/4 6-полярний Pragoimex 6-полярний Traktionssysteme Austria (TSA)                 |
| Кількість двигунів                              | 1 або 2 двигуни Skoda, Pragoimex чи Traktionssysteme Austria (TSA)                                           |
| Потужність, кіловат (одинарні електродвигуни)   | 240 (Skoda) 250 (Pragoimex) 250 (TSA)                                                                        |
| Потужність, кіловат (подвійні електродвигуни)   | 160 (Skoda) 175 (Pragoimex)                                                                                  |
| Максимальна швидкість руху на трасі, км/год     | 120 |
| Розгін 0—60 км/год за, сек                      | 32 |
| Електроустаткування                             | |
| Система керування                               | IGBT-транзисторна                                                                                            |
| Тип системи керування                           | TV Europulse (IGBT) CEGELEC Škoda BlueDrive (IGBT)                                                           |
| Тролеї і система штанговловлювання              | механічна (вручну) або автоматична (дистанційна) — додаткова можливість                                      |
| Чи може їхати автономно?                        | так |
| Автономний хід                                  | на акумуляторних батареях                                                                                    |
| Ізоляція і обмотка дротів                       | CAN-bus |
| Комплект тягового електроустаткування           | винесено на дах 2 вагона                                                                                     |
| Ізоляція комплекту тягового електроустаткування | повне герметизування                                                                                         |
| Котушки для дротів керування тролеями           | поміщені у пластиковий захисний чохол                                                                        |

## Фотографії

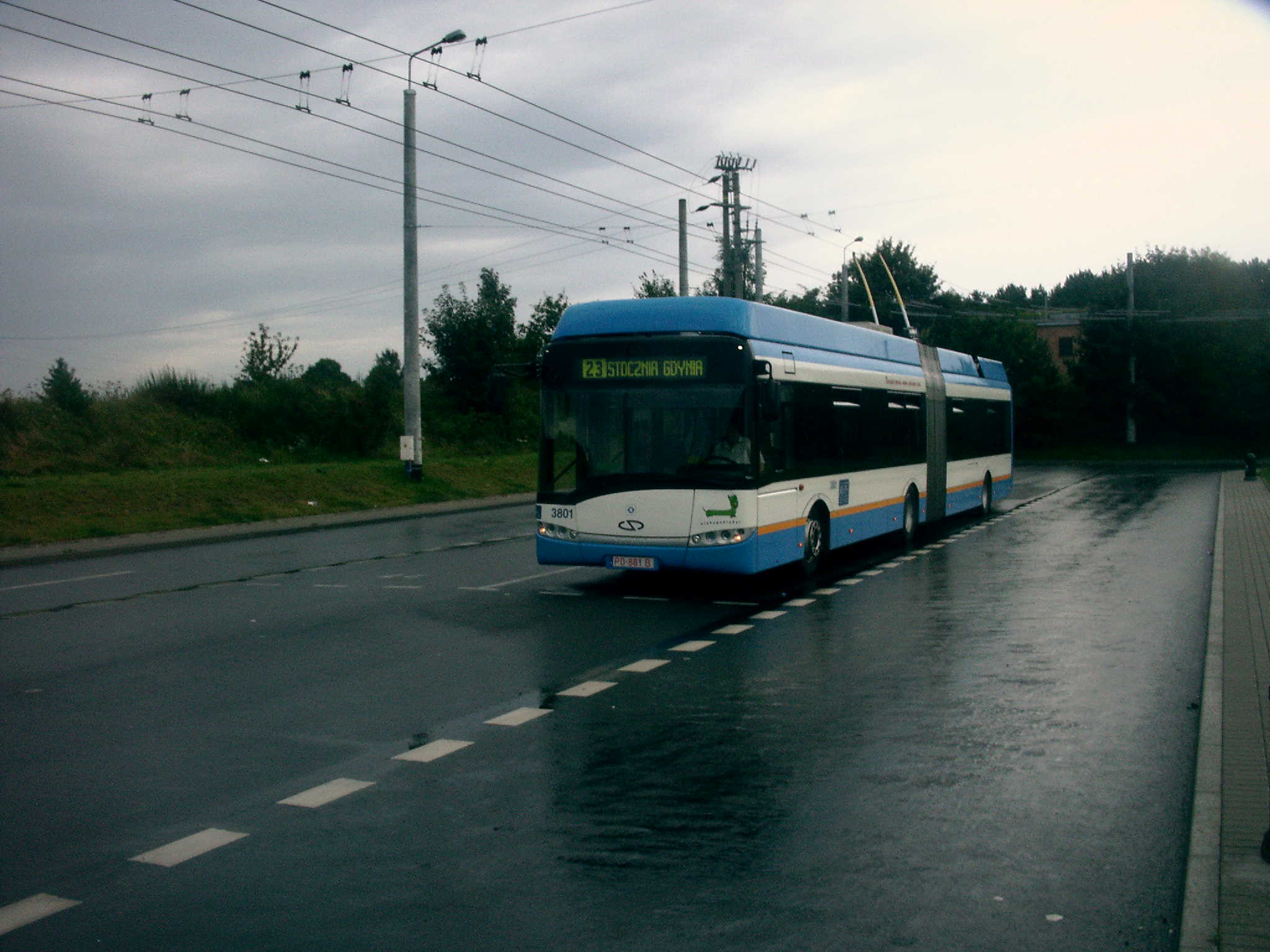
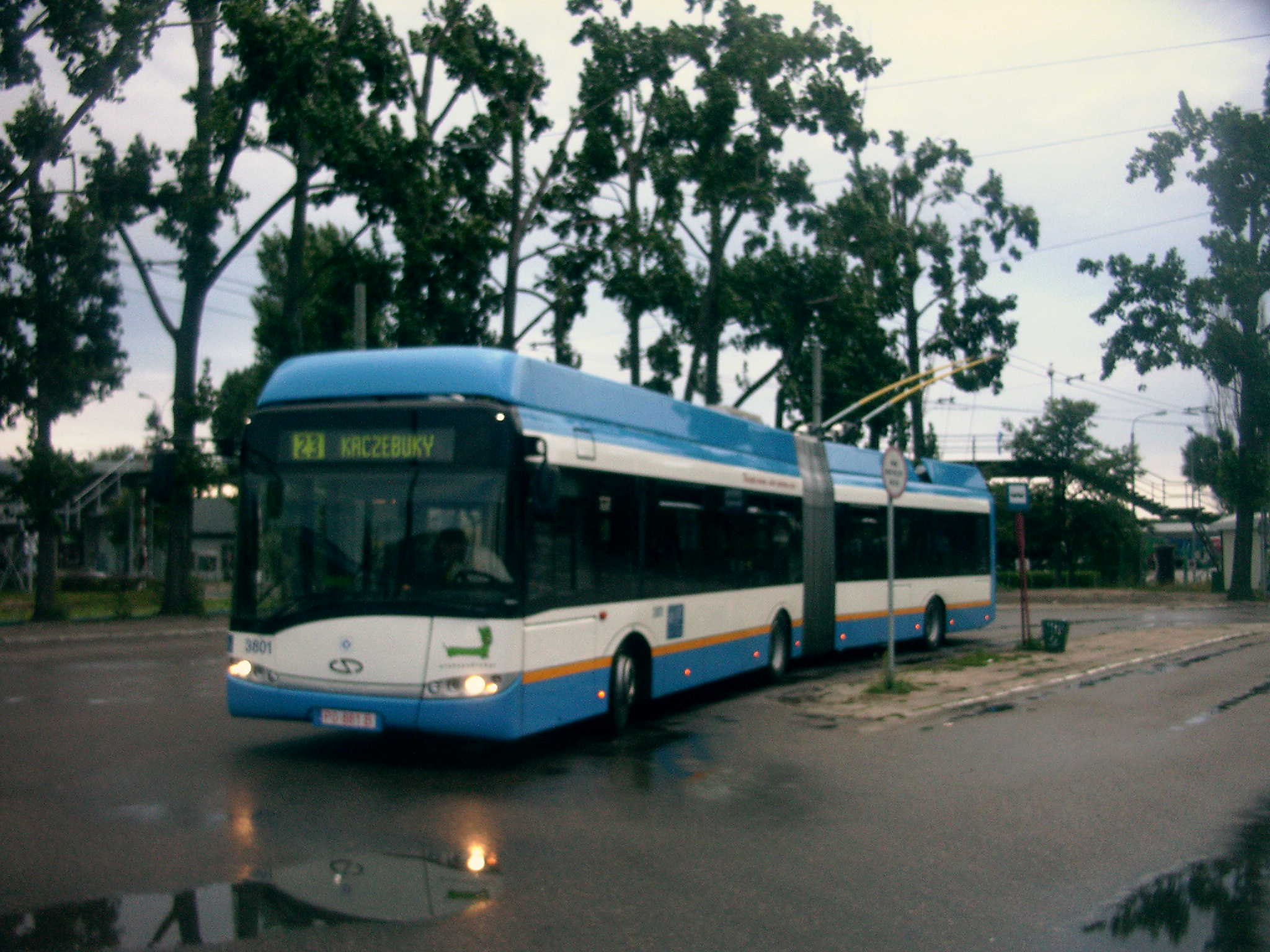
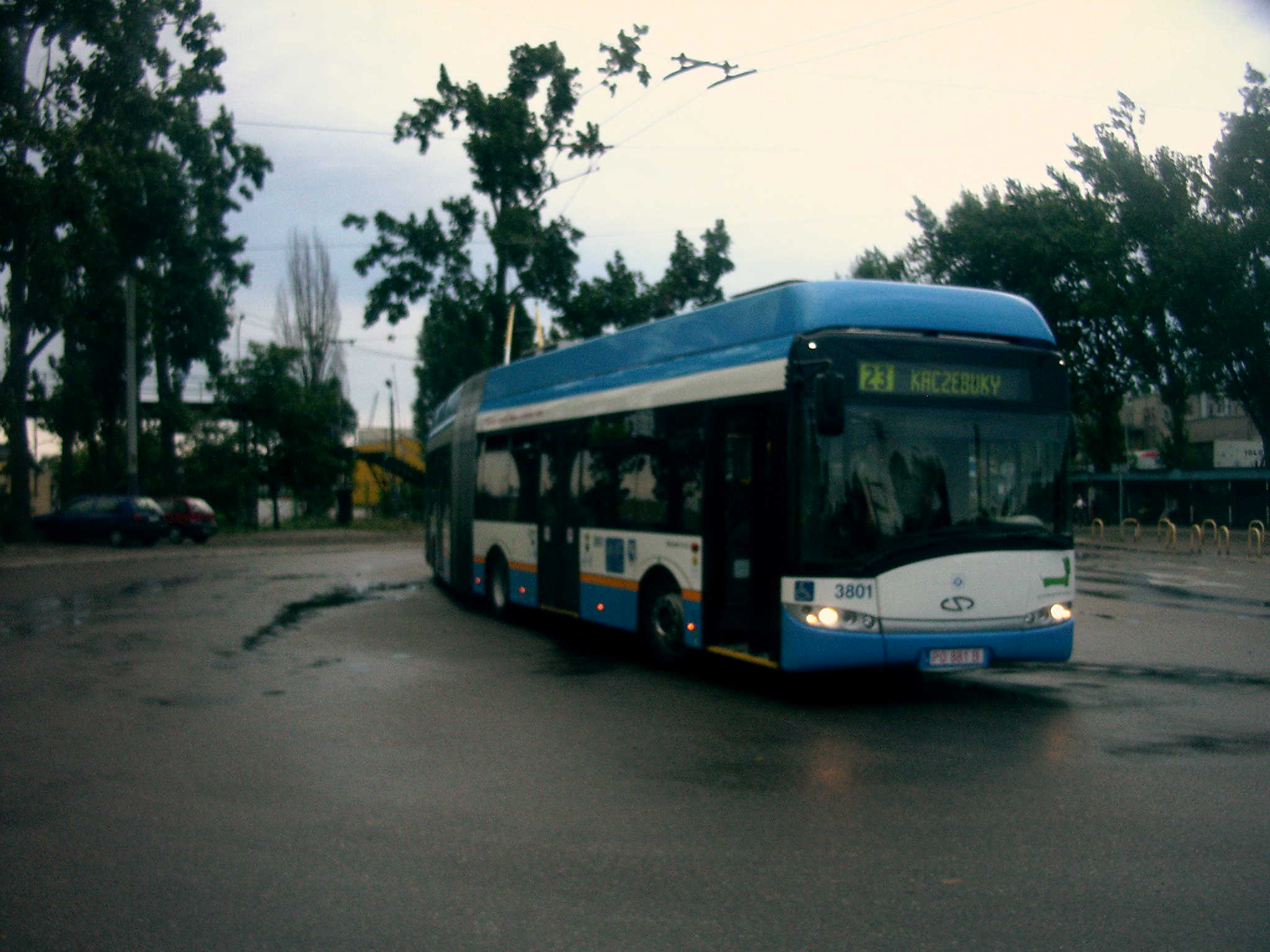
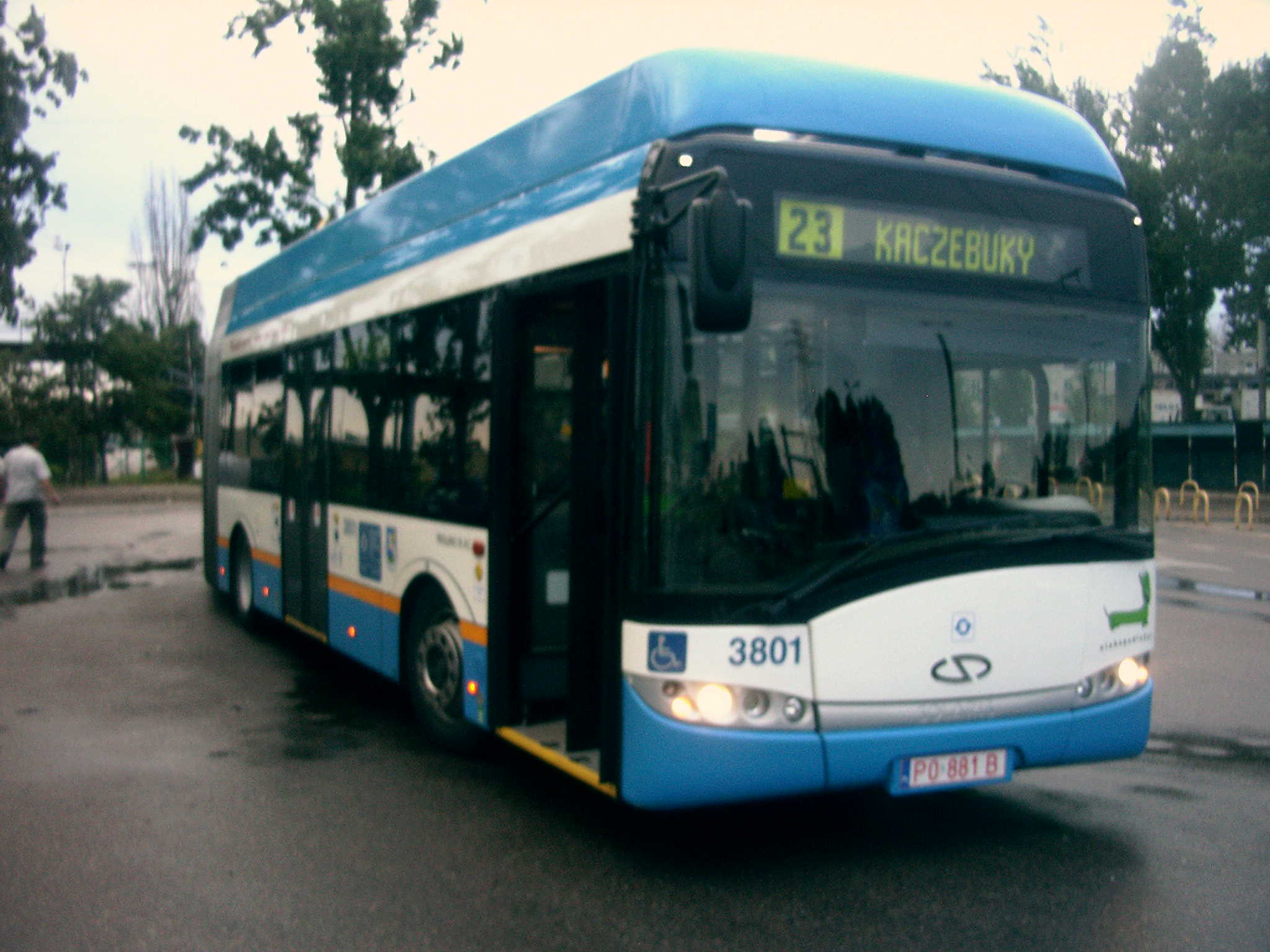
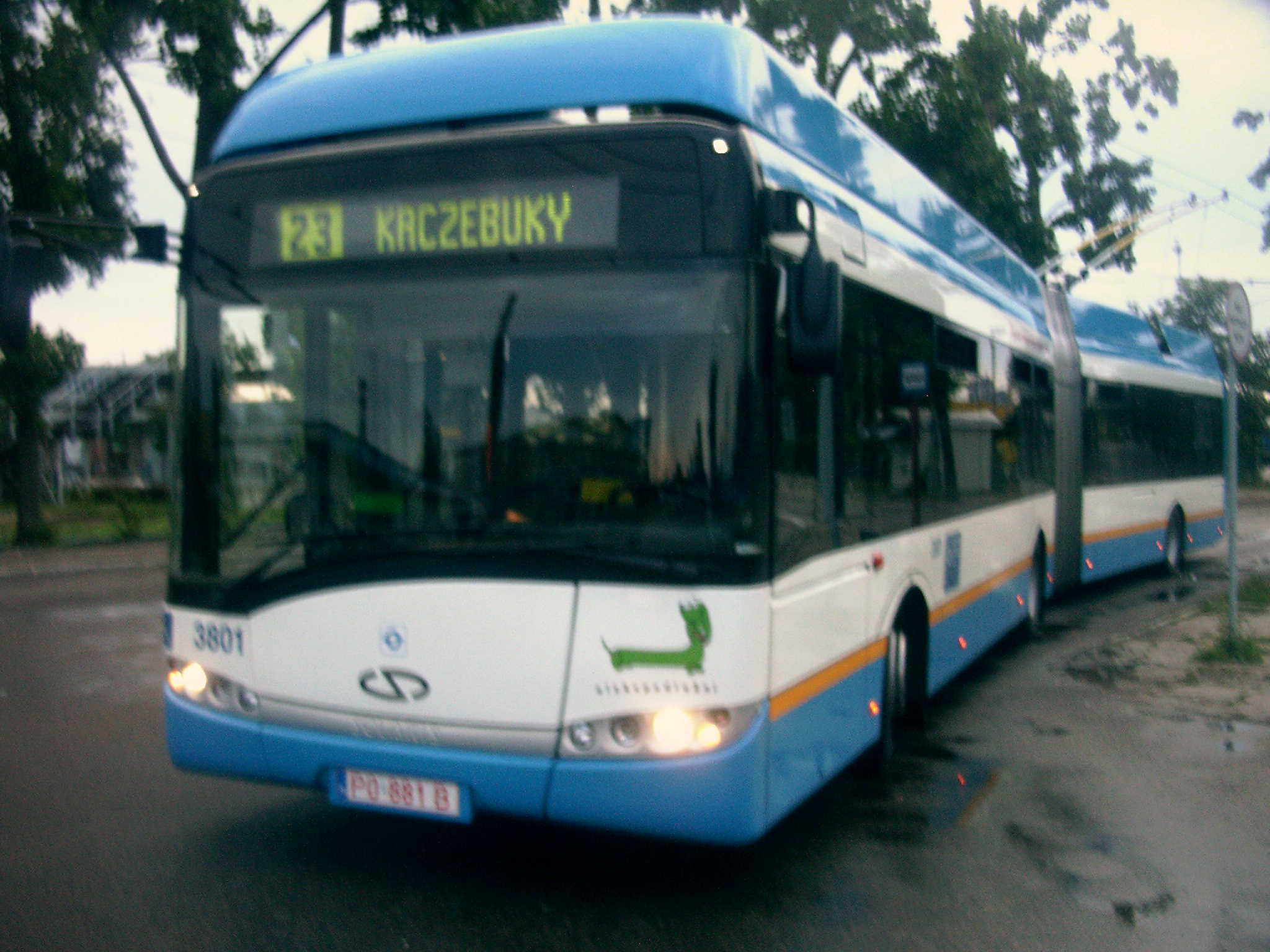
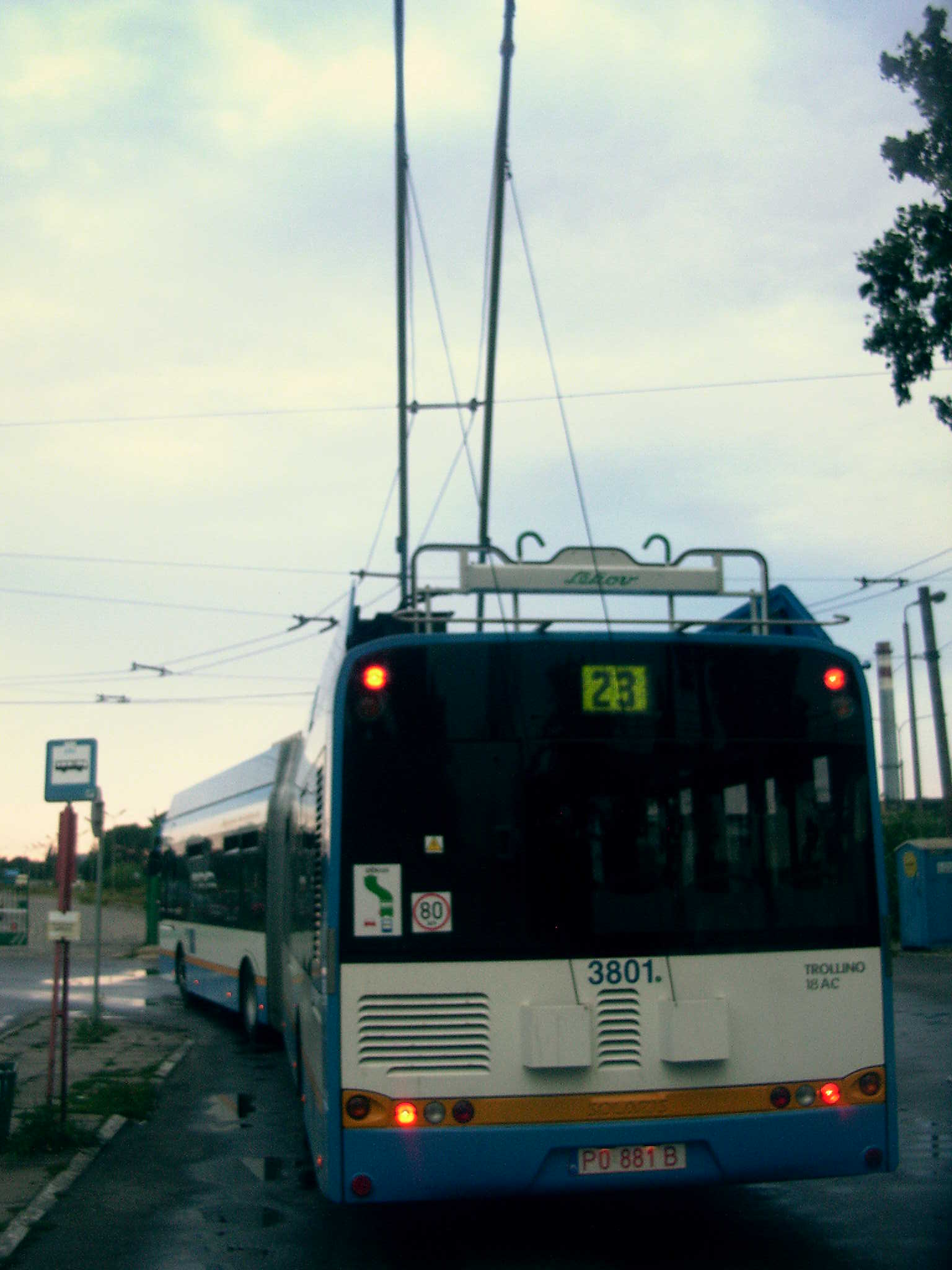
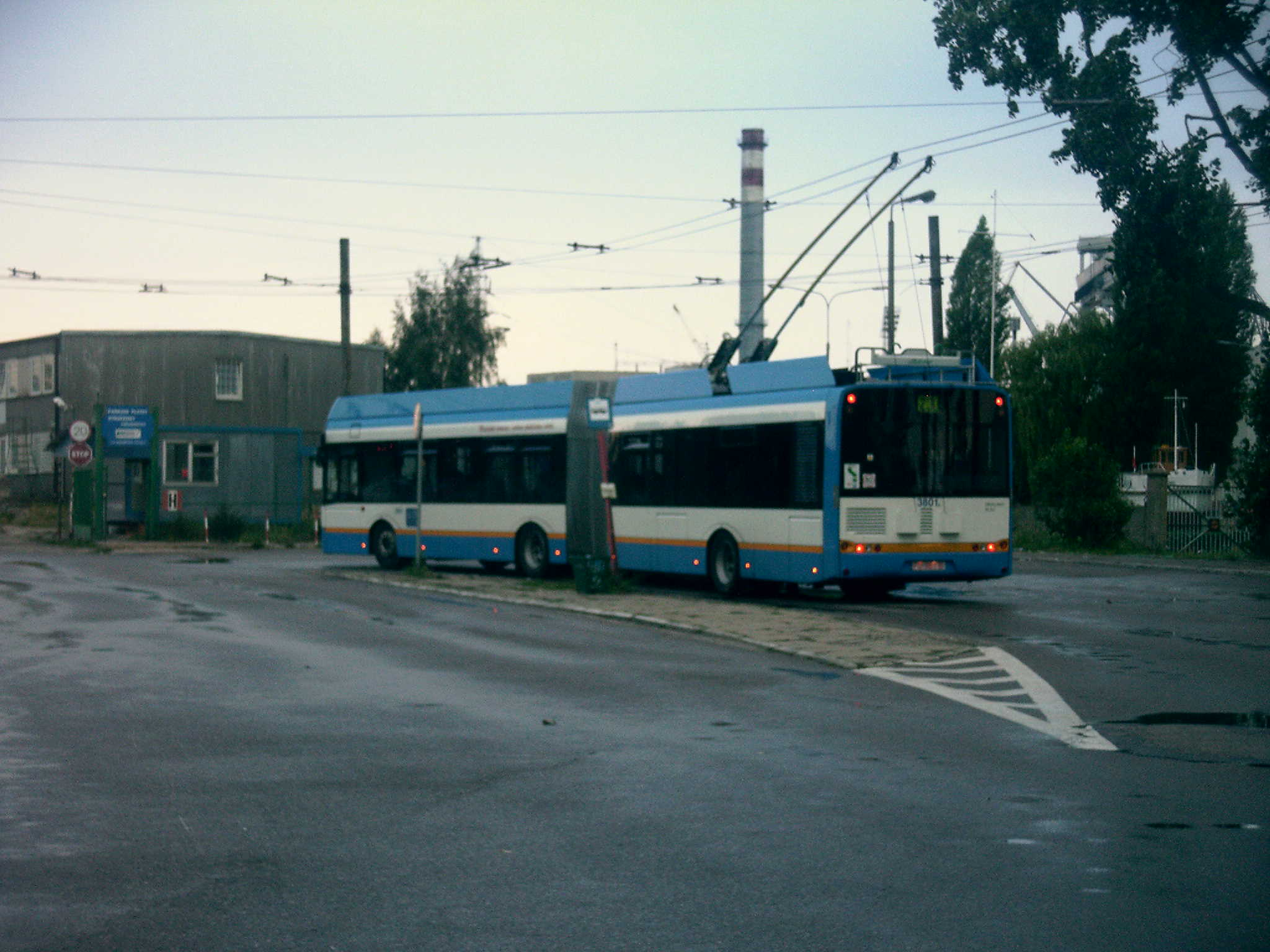
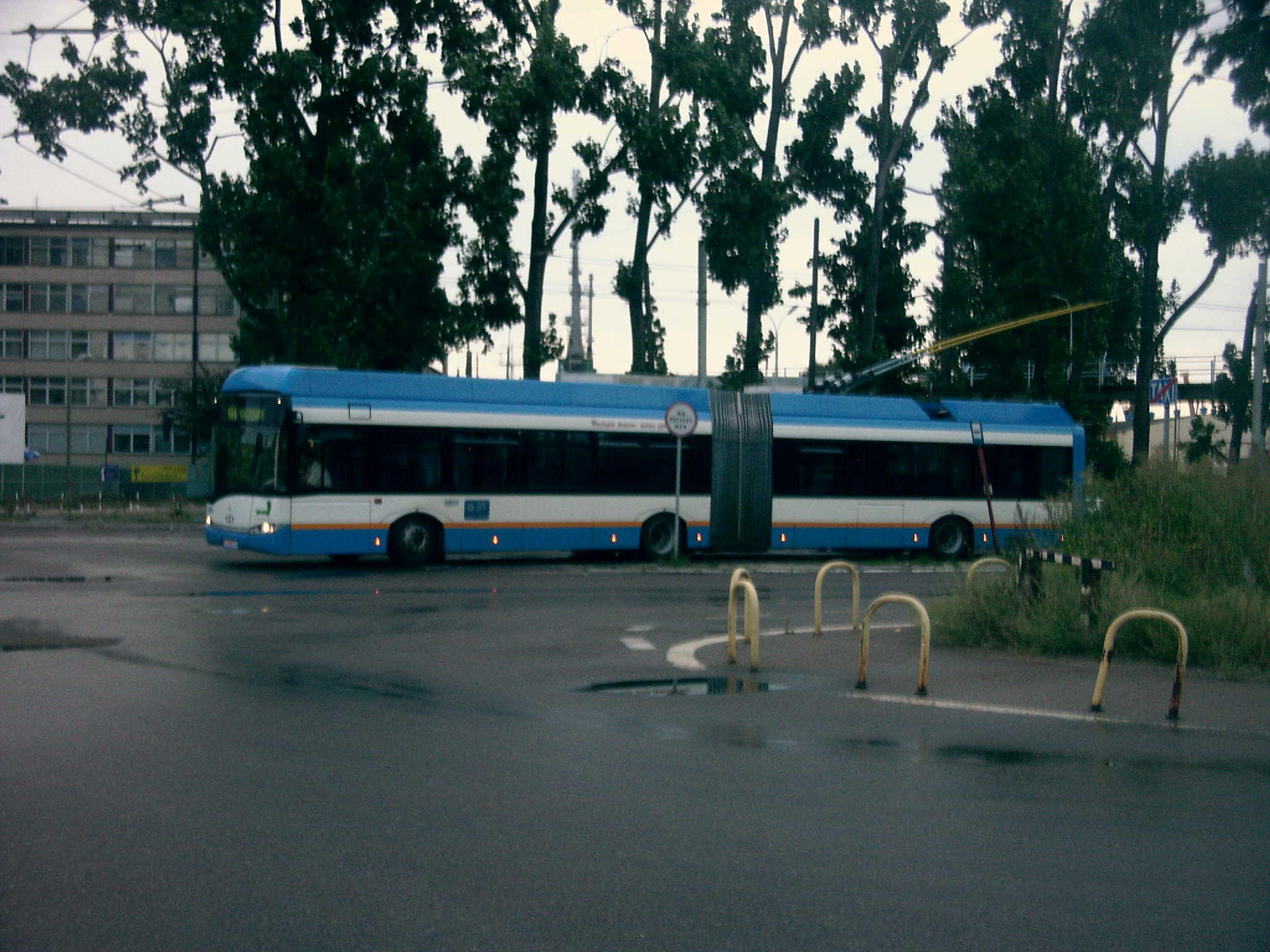
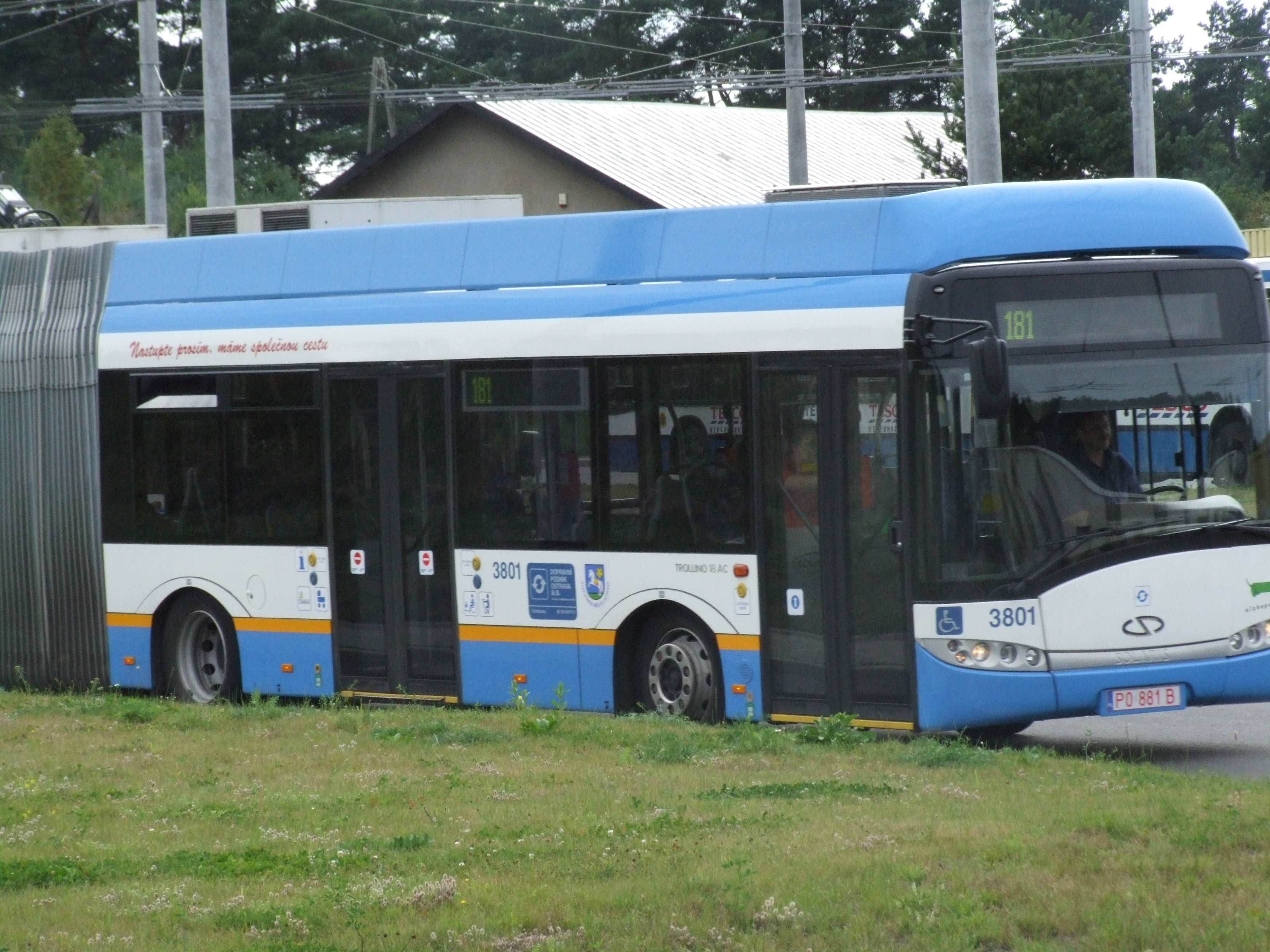
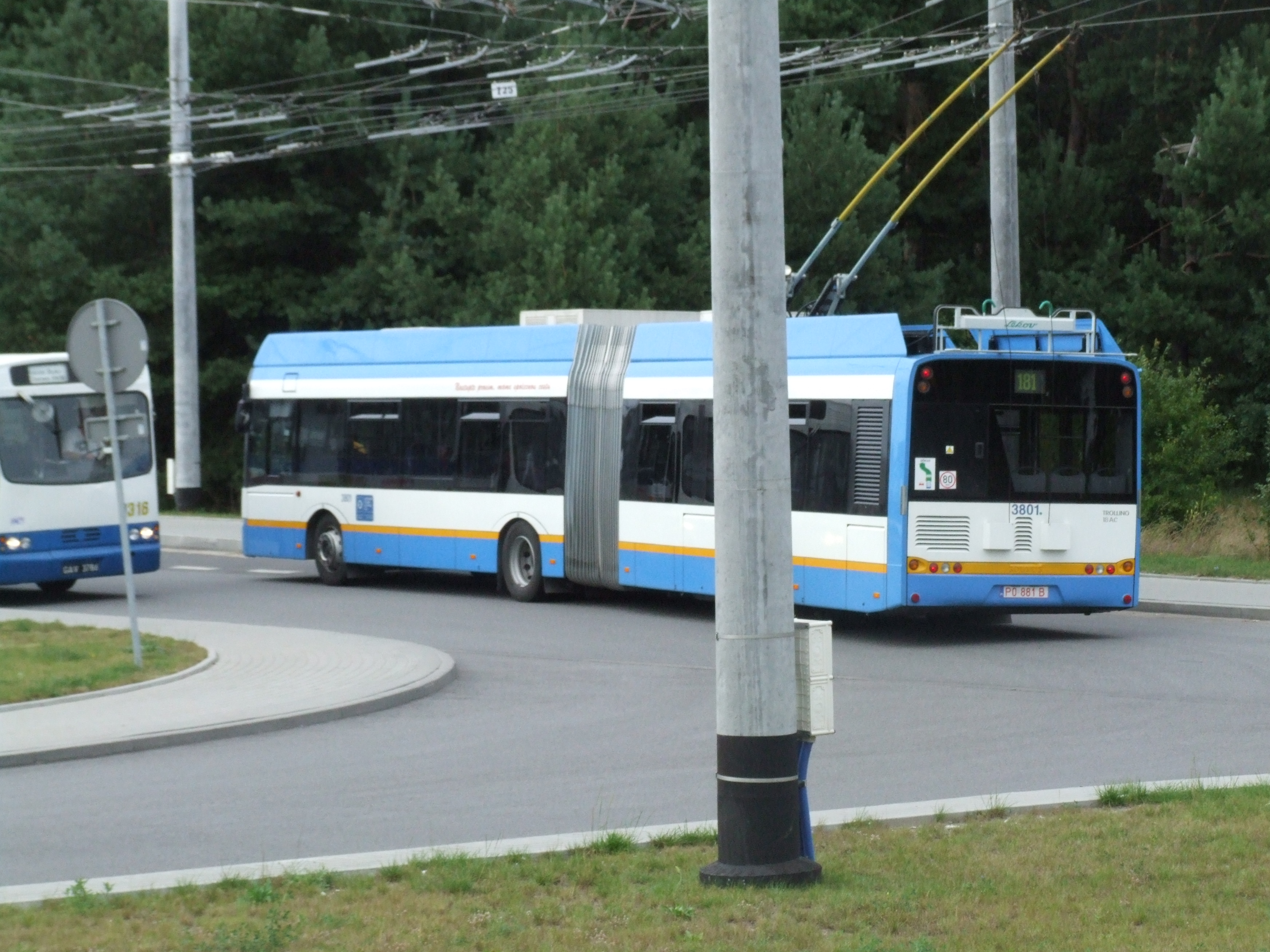
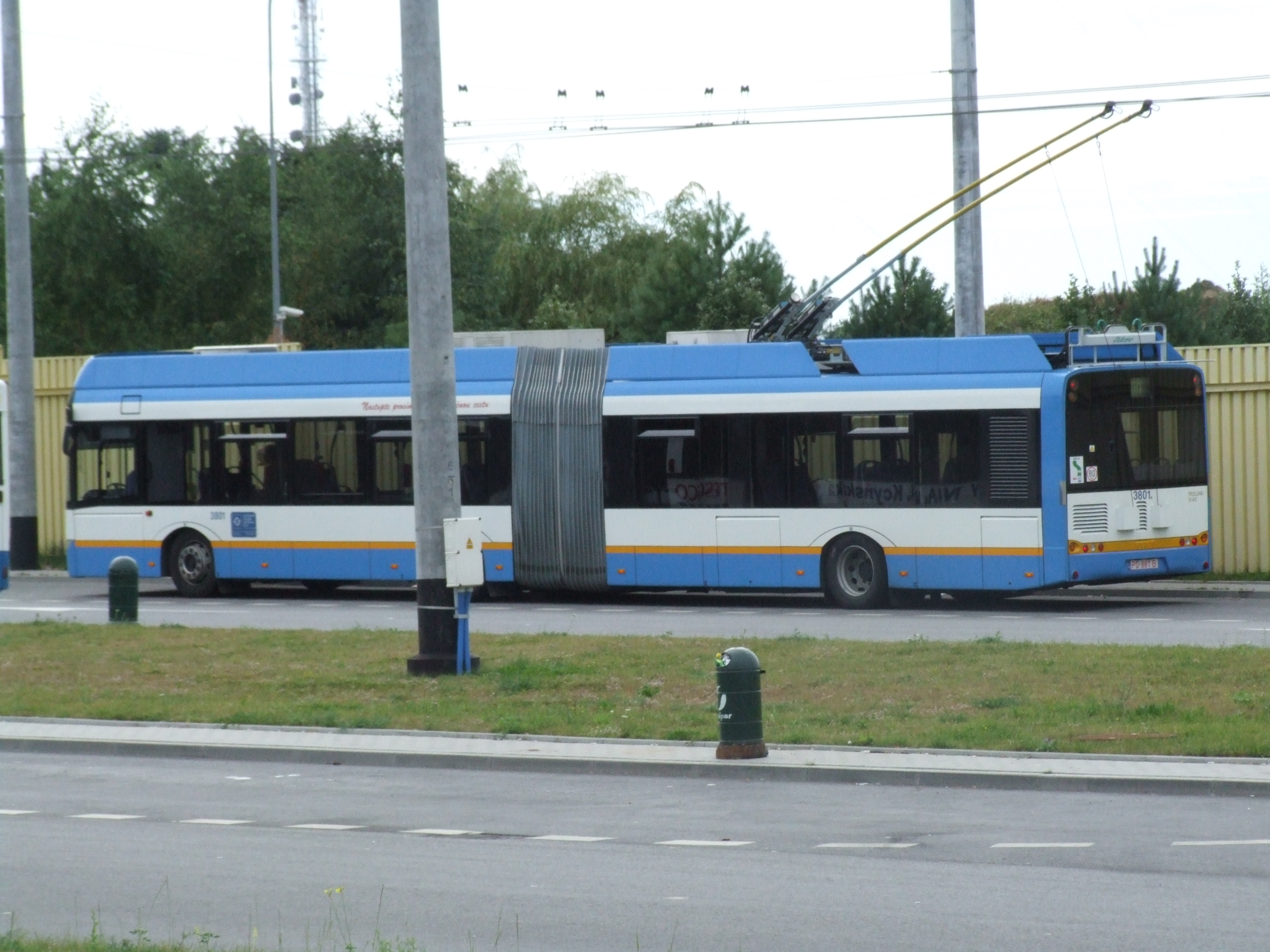

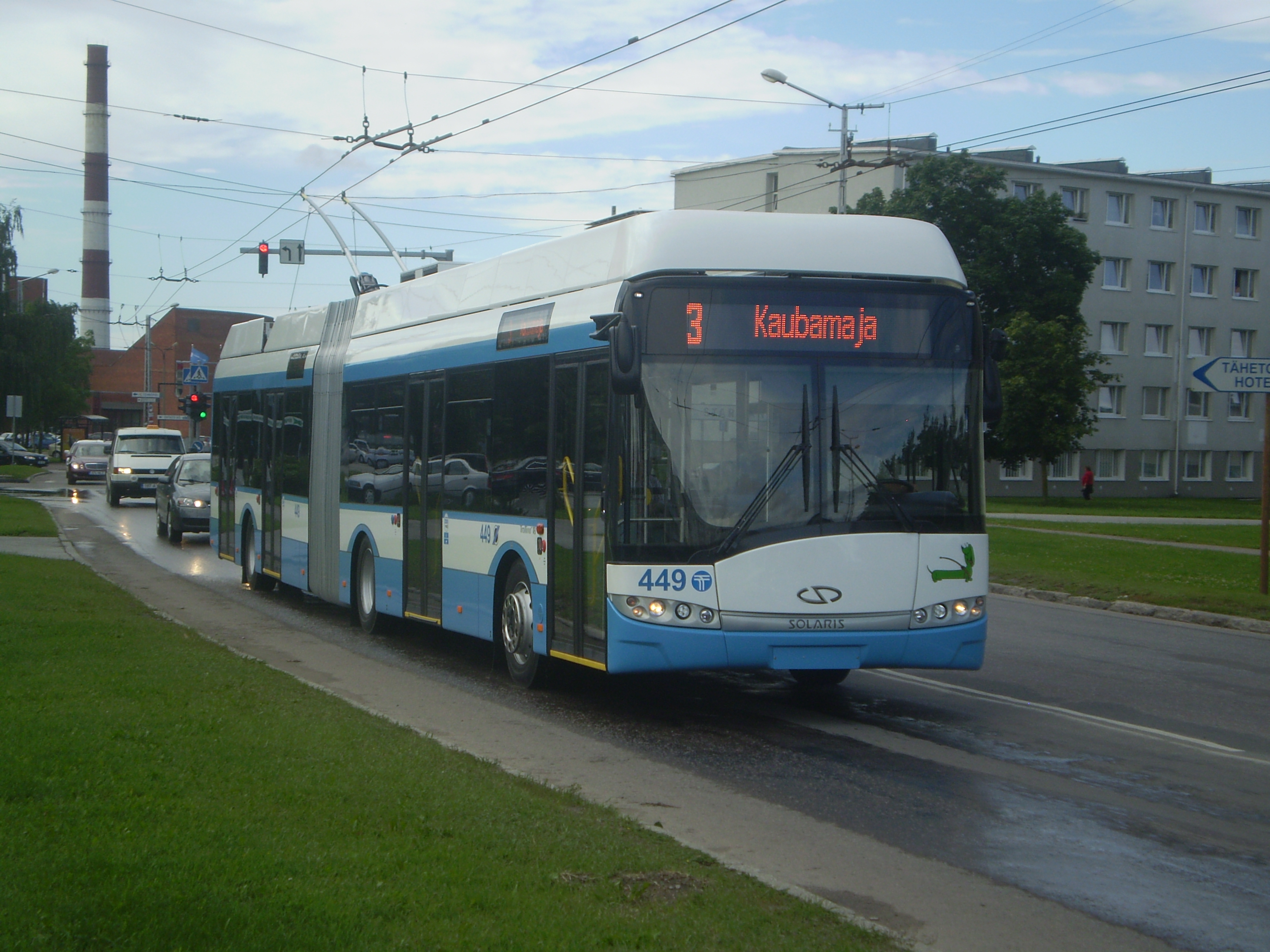
Таллінн, Естонія
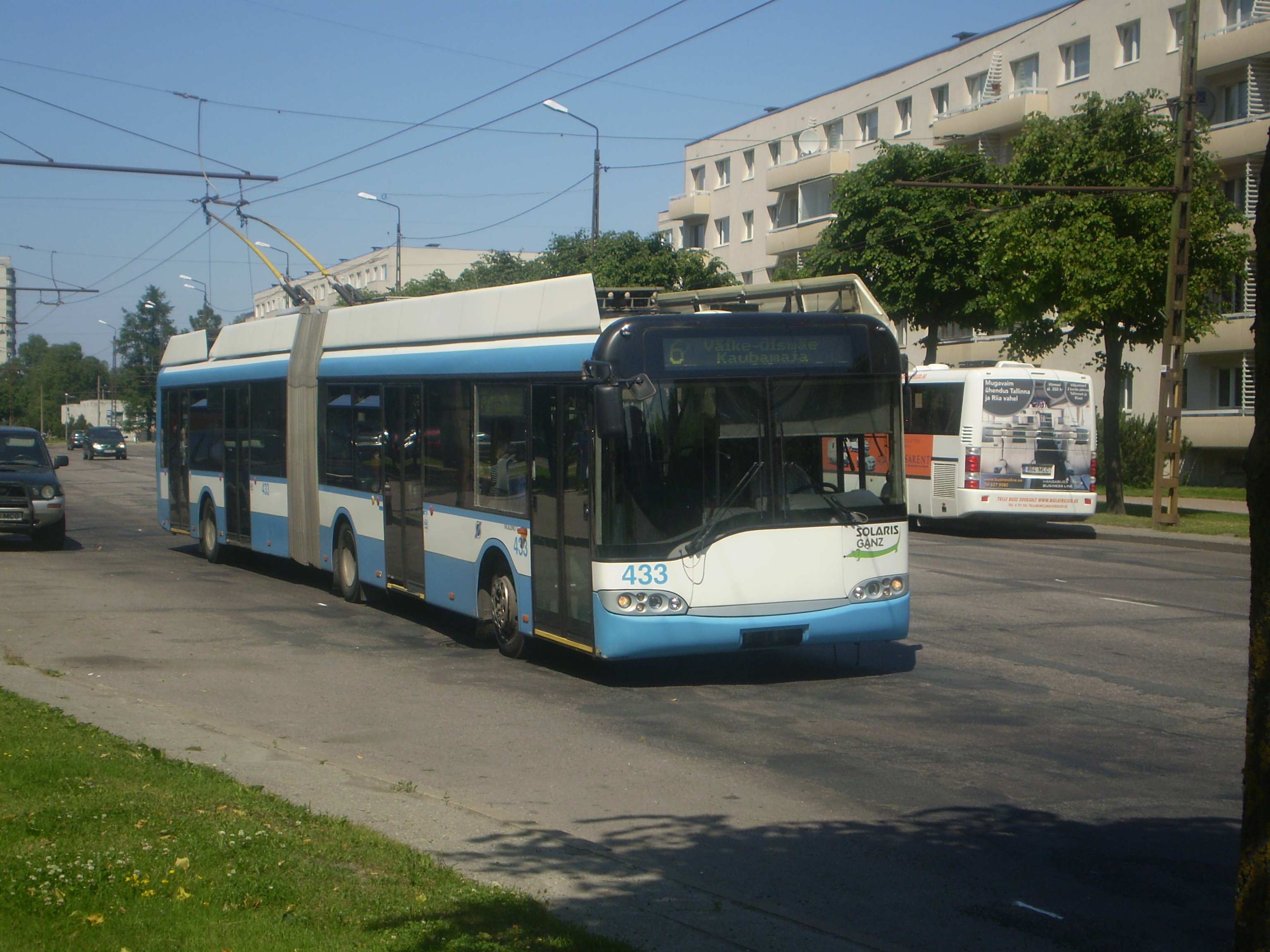

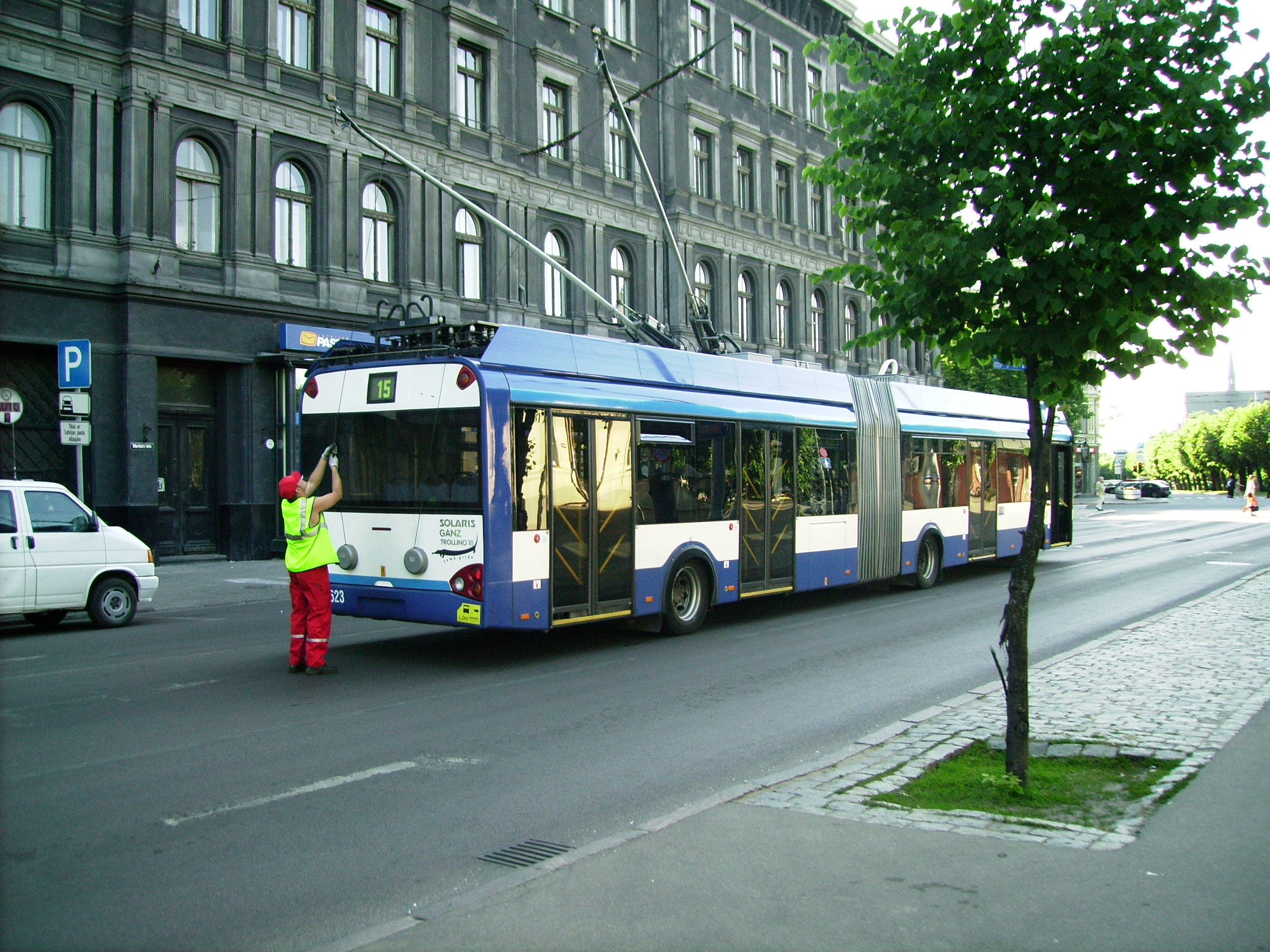
Рига, Латвія
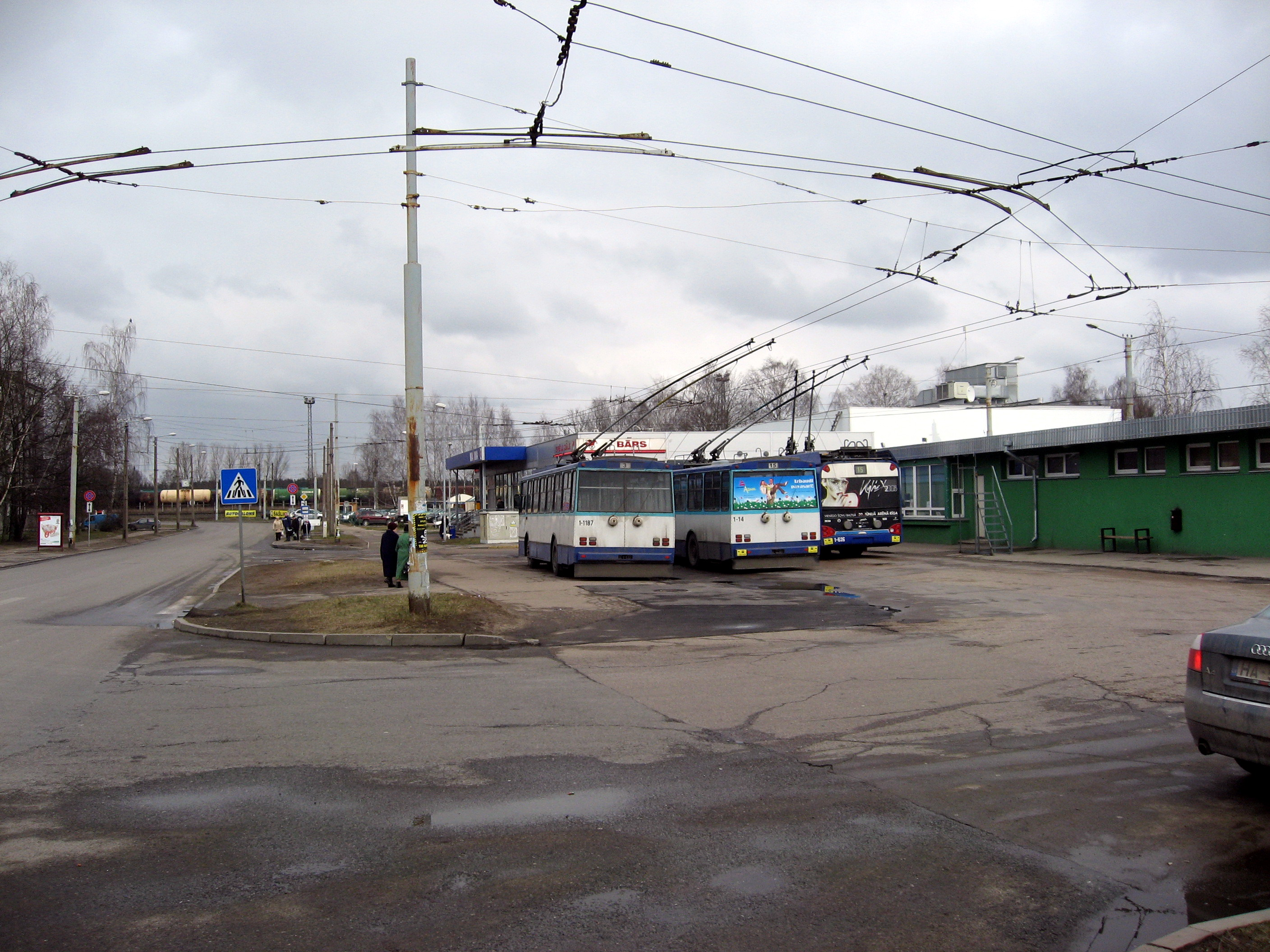
Рига, Латвія

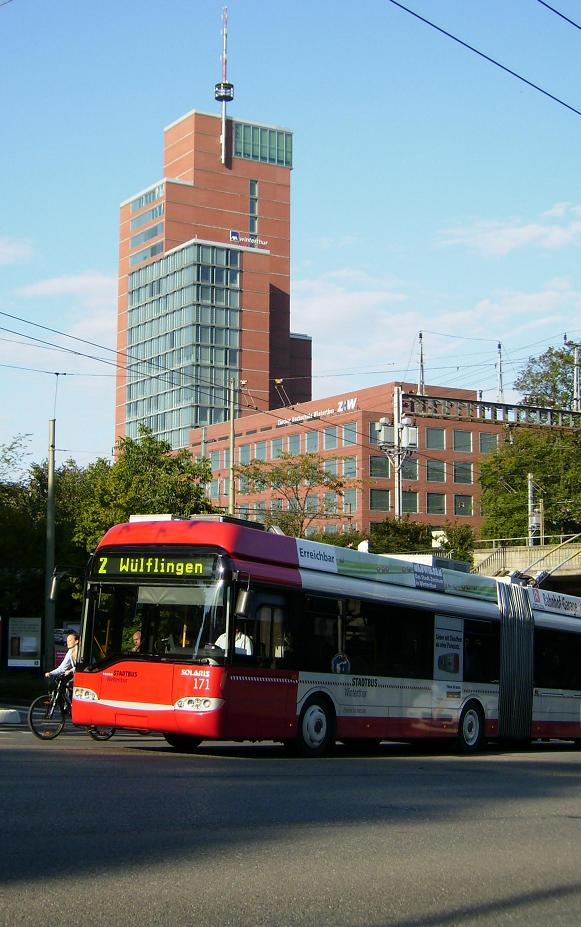
Вінтертур, Швейцарія